# Пенсіонер
Пенсіонер — особа, що отримує пенсію — регулярну грошову виплату, що виплачується особам, які працювали до пенсійного віку, стали інвалідами або втратили годувальника. В Україні, з 2011 року, пенсійний вік для чоловіків складає 60 років, для жінок — 55.